# ماراوا
ماراوا (به انگلیسی: Marrawah) یک شهرک در استرالیا است که در تاسمانی واقع شده‌است.